# Bergmolen (Pulderbos)
De Bergmolen (ook: Heiblokmolen, Voetsmolen of Stenen Molen) is een windmolen in de tot de Antwerpse gemeente Zandhoven behorende plaats Pulderbos, gelegen aan Molenheide 67.
Deze ronde stenen molen van het type beltmolen fungeert als korenmolen.

## Geschiedenis
Enkele honderden meters van de huidige molen werd tussen 1775 en 1811 een standerdmolen opgericht, vermeld als une baraque en planches tournant sur un pivot. Enkele jaren voor 1830 verdween deze molen. De bewoners van Pulderbos moesten nu hun graan elders laten malen. In 1840 werd de huidige molen gebouwd. In 1877 werd de romp nog verhoogd met anderhalve meter. De kap kreeg nu een bedekking met leien in plaats van met stro. In 1935 werden de roeden verlengd.
Het molenhuis is van 1850 en in 1870 werd het nog met een verdieping verhoogd.
In 1926 werd er naast de molen een mechanische maalderij met gasmotor opgericht. en in 1946 werd een dieselmotor geïnstalleerd.
Het windbedrijf verminderde en werd in 1959 gestaakt toen de kap, door verzakking, niet meer kon draaien. In 1976 werd de molen beschermd als monument.
In 1987 werd de molen aangekocht door de gemeente en in 1995 werd de molen maalvaardig gerestaureerd. Hij wordt bediend door vrijwillige molenaars. Het molenaarshuis werd ingericht als café.
In 1993 werd ook de mechanische maalderij als monument beschermd. In 1999 werd ook deze weer in bedrijf genomen.
Het geheel vormt, samen met een wagenschuur en een bijenschans, een toeristische trekpleister en het middelpunt van de jaarlijkse molenfeesten.